# Đông Giang (Quảng Nam)
Đông Giang is een district in de Vietnamese provincies Quảng Nam. De hoofdplaats van Điện Bàn is Prao.
Het district is in mei 2003 opgericht, daarvoor was het een onderdeel van huyện Hiên.

## Administratieve eenheden
- Thị trấn Prao
- Xã A Rooi
- Xã A Ting
- Xã Ba
- Xã Jơ Ngây
- Xã Ka Dăng
- Xã Mà Cooi
- Xã Sông Kôn
- Xã Tà Lu
- Xã Tư
- Xã Za Hung

## Geografie en topografie
Een belangrijke verkeersader in de huyện is de Quốc lộ 14.